# Indre Bølingen
Die Indre Bølingen (von norwegisch indre ‚innere‘) sind eine Inselgruppe vor der Ingrid-Christensen-Küste des ostantarktischen Prinzessin-Elisabeth-Lands. Sie bilden gemeinsam mit den Ytre Bølingen die Inselgruppe Bølingen im südöstlichen Teil der Prydz Bay.
Norwegische Kartografen, die sie auch benannten, kartierten sie 1946 anhand von Luftaufnahmen, die bei der Lars-Christensen-Expedition 1936/37 entstanden.